# 滕仲
滕仲（?—?），是青铜器“滕侯𩵦盨”记载的滕国国君。是西周晚期人物（見吳鎮鋒《金文人名匯編》，中華書局2006年8月第1版，第377頁），大約與周宣王同時。生卒年及在位时段不详。

## 青铜器“滕侯𩵦盨”简介
滕侯𩵦盨藏于上海博物館，铭文内容为：
“永”上缺“萬年” 兩字而不是三字，“孫”下也可能没有重文符號。此青铜器为滕侯𩵦为其父文考滕仲所作，滕仲应也是滕国国君。但滕侯𩵦卻稱其父為滕仲。通常，春秋早期以邦名加行字者身份一般為諸侯之弟，滕仲可能不是滕国国君，很可能是旁支入繼大統者，滕侯𩵦在繼位後仍然作器祭祀自己並非滕国国君的文考，是值得關注的一種現象。
| 前任： 中約隔三世至滕伯文 | 西周滕國君主 在位时间不详 | 繼任： 滕侯𩵦（存疑） |